# Cementerio Nacional de Sillery
La Necrópolis Nacional de Sillery es un cementerio militar francés de la Primera Guerra Mundial, ubicado sobre el territorio del municipio de Sillery (Marne), en las afueras de Reims.

## Características
El cementerio militar resguarda las tumbas de 11 259 soldados franceses, muertos durante la Primera Guerra Mundial en los alrededores de Reims. Los restos mortales de estos soldados fueron recuperados en los municipios de Beine-Nauroy, Reims, Sillery y Verzy. Se distribuyen en 5711 inhumados en tumbas individuales y 5548 no-identificados inhumados en dos grandes osarios.

## Galería

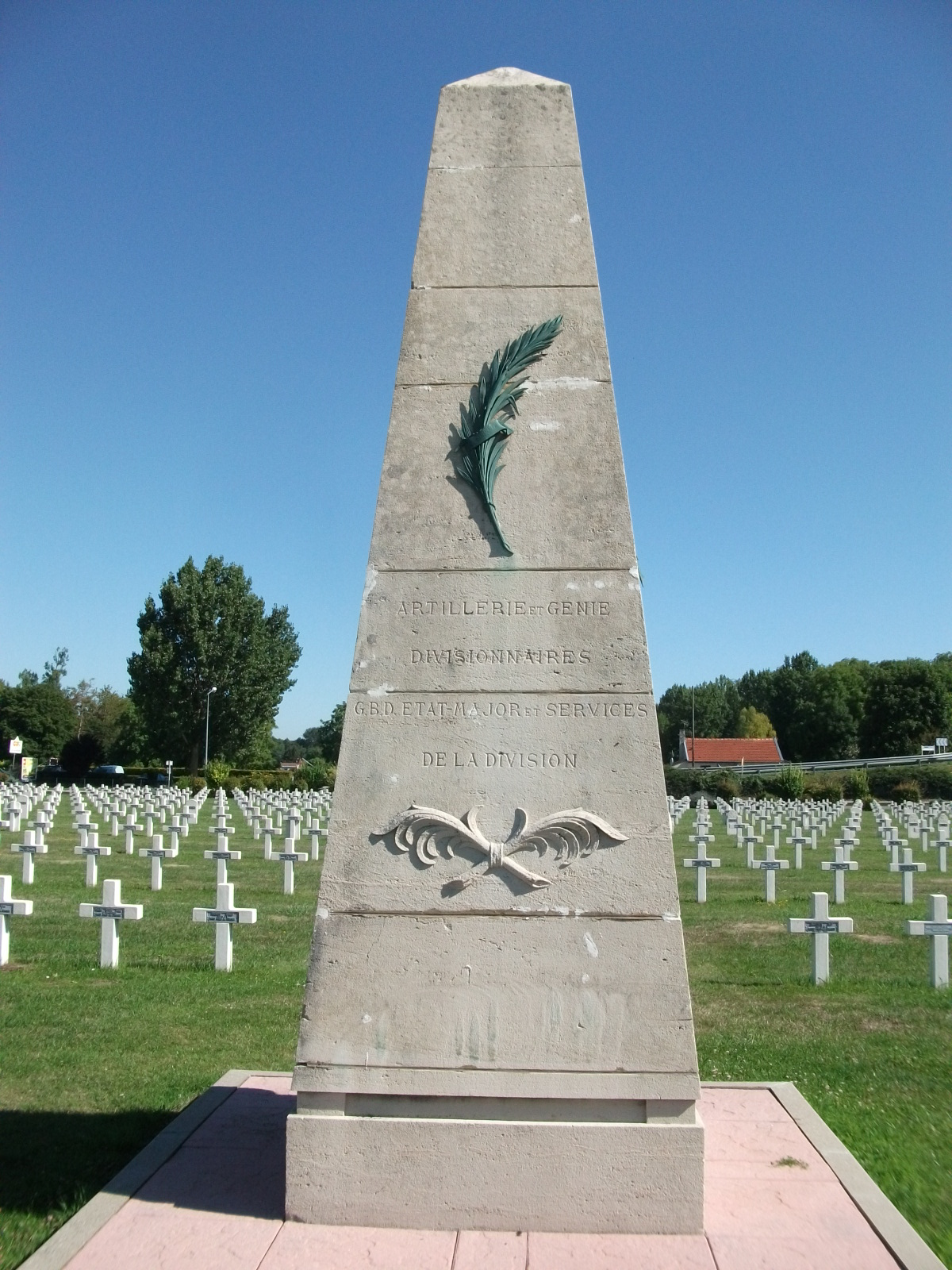
97 División de infantería territorial.
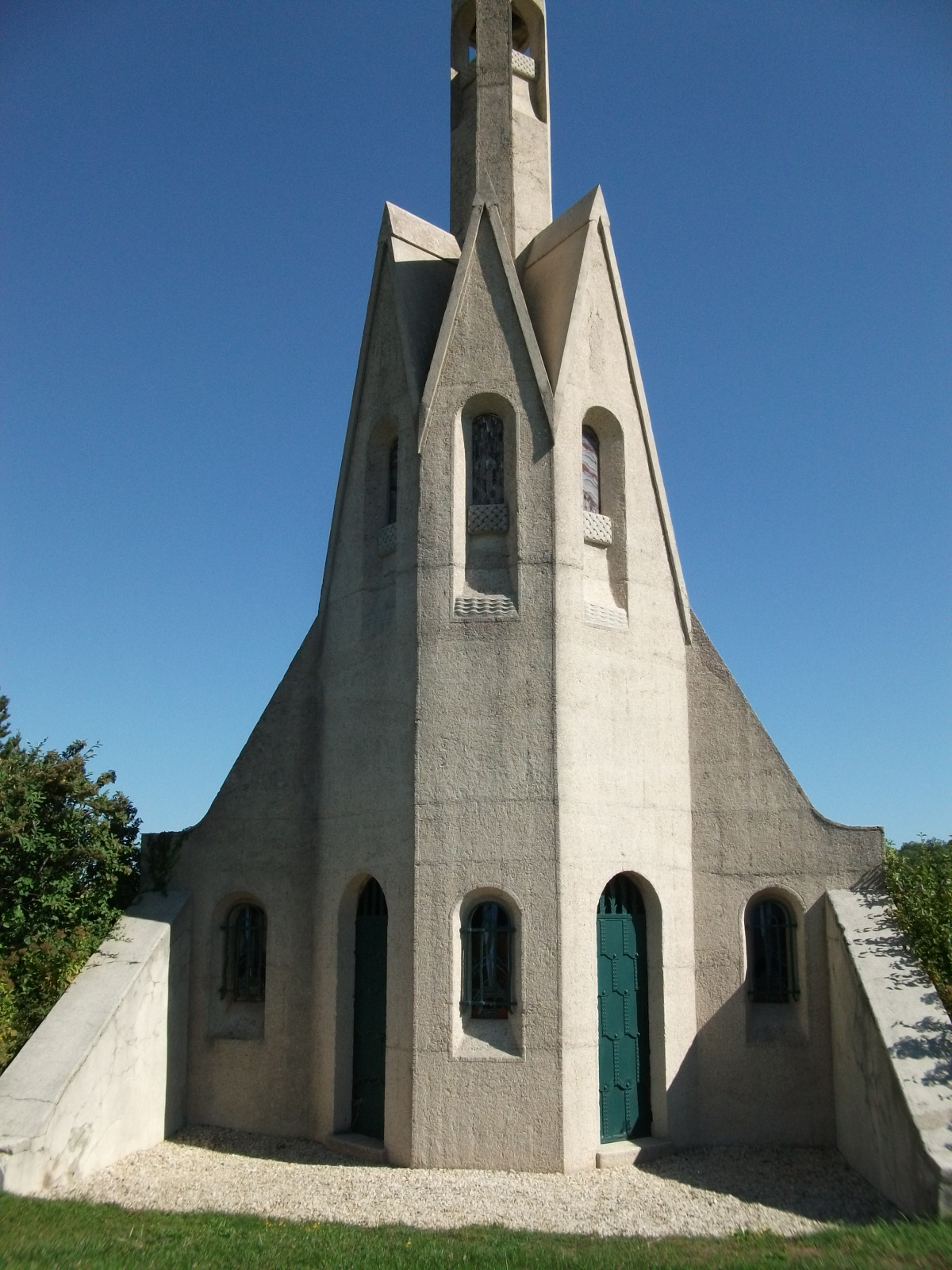
La capilla.
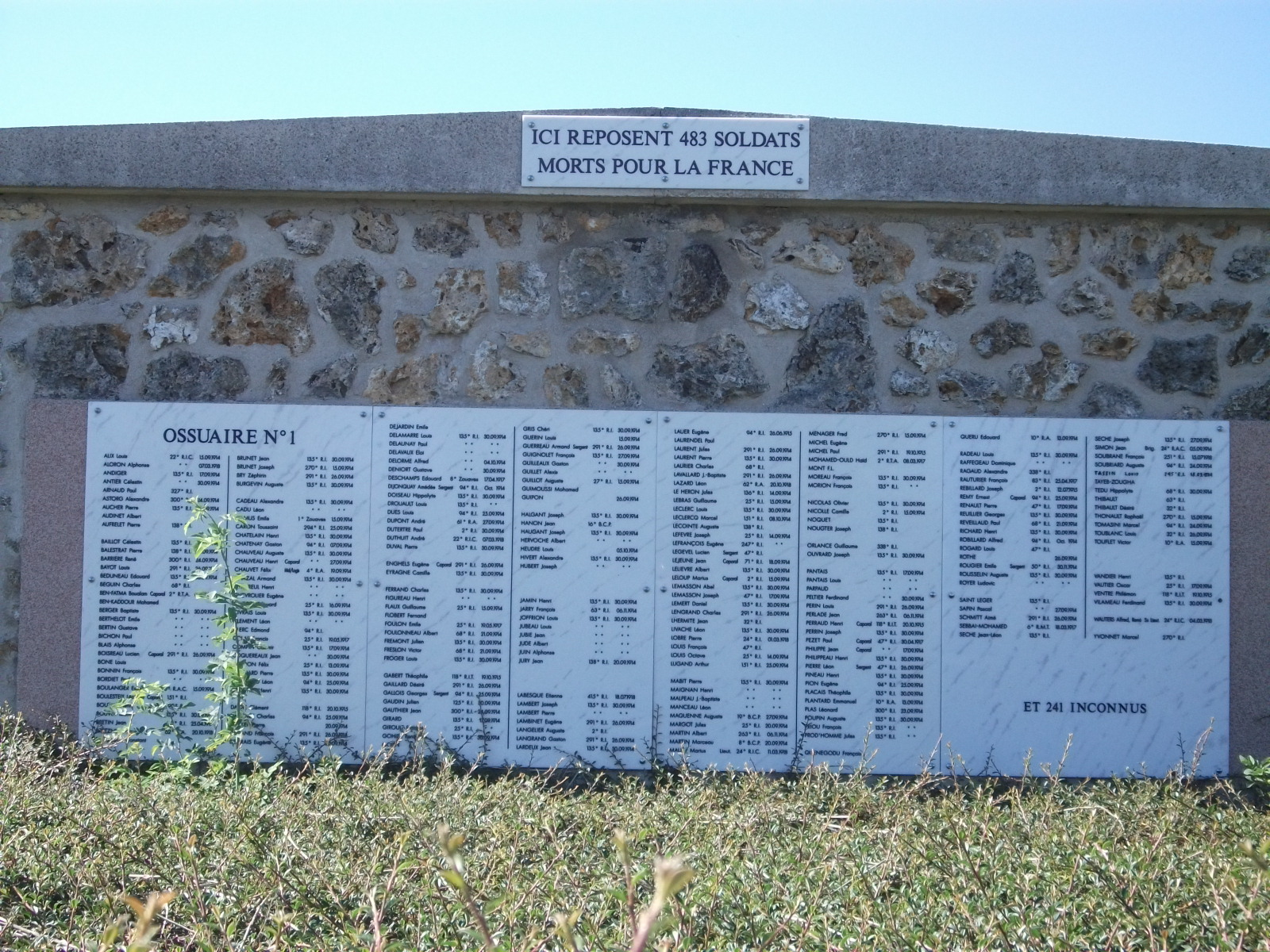
Lista de las personas inhumadas en Sillery dentro del osario.
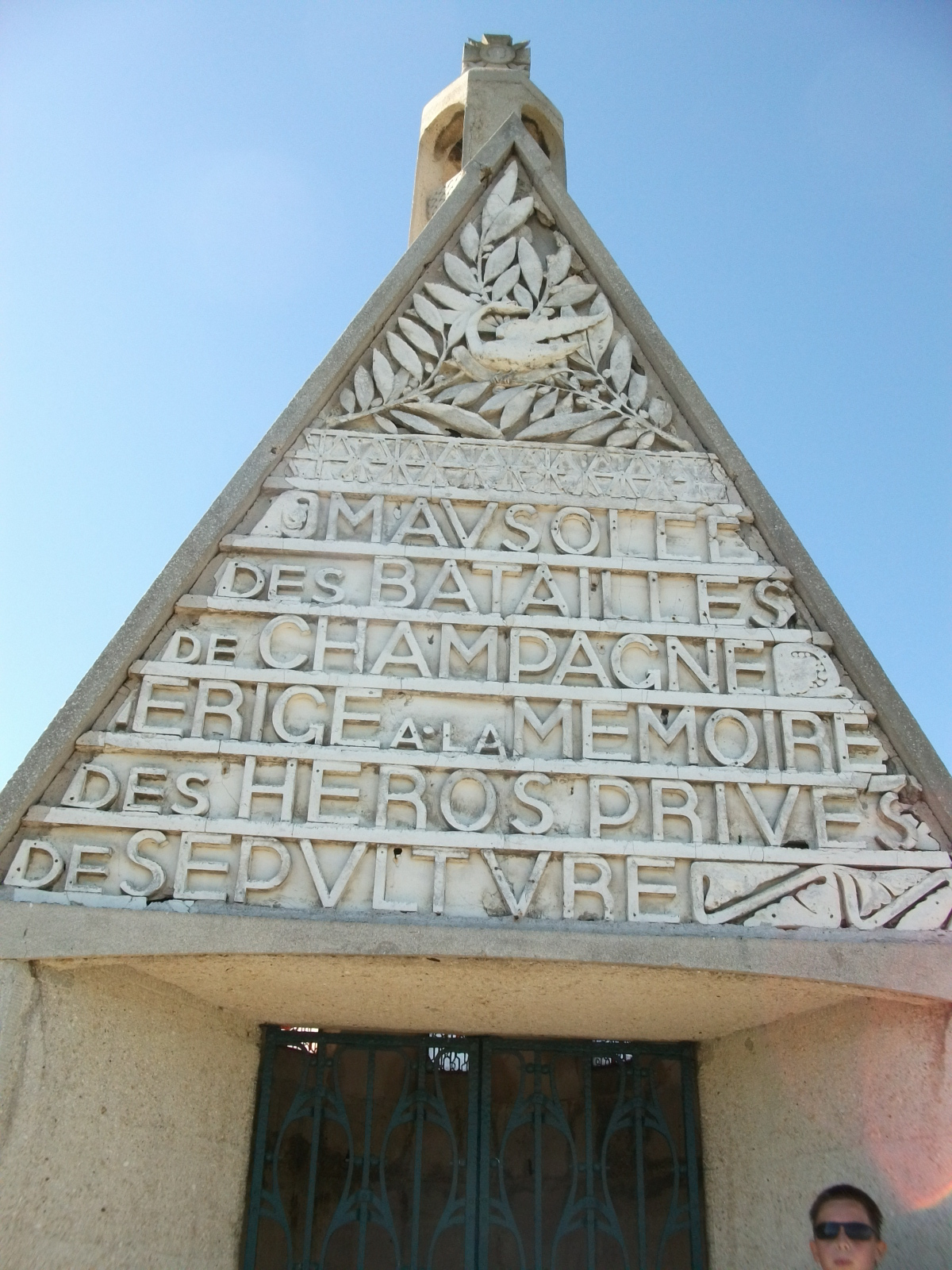
Dedicatoria del monumento.

Dentro del cementerio puede encontrarse:
- Lista de las necrópolis nacionales de Francia
- Sitio del recuerdo (capilla)
- Sitio donde se mantiene la memoria de la Primera Guerra Mundial
- Lista de los memoriales y cementerios militares de Marne